# Алексєєвка (Акмолинська область)
Алексі́євка (каз. Алексеевка) — селище у складі Зерендинського району Акмолинської області Казахстану. Адміністративний центр Алексієвської селищної адміністрації.
Розташоване на річці Чаглінка, за 6 км від залізничної станції Азат на лінії Петропавловськ—Кокшетау.
Населення — 1405 осіб (2021; 1560 у 2009, 2335 у 1999, 3810 у 1989).
Станом на 1989 рік селище мало статус селища міського типу.